# Strippen (scheikunde)

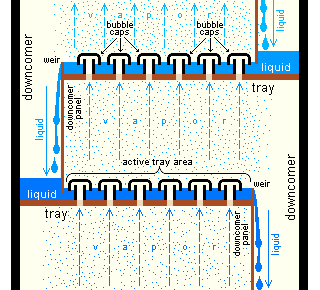
Schema van strippen met schotels

Strippen is een fysisch scheidingsproces waar één of meerdere stoffen worden verwijderd uit een vloeibare stroom door middel van een dampstroom. In industriële toepassingen kunnen de vloeistof en de damp in meestroom of in tegenstroom stromen.

## Theorie
Strippen is een manier om een mengsel van twee vloeistoffen te scheiden, doordat de ene vloeistof gemakkelijker naar damp overgaat dan de andere. Het idee is, om gunstige voorwaarden te scheppen om de ene vloeistof vanuit de vloeibare fase naar de dampfase om te zetten. Dit houdt een gas-vloeistof-overgang in die het mengsel moet kruisen.

## Materiaal
Strippen gebeurt vooral met van schotels voorziene torens of kolommen met pakking, minder vaak in neveltorens, bellenkolommen of centrifuges.
Destillatiekolommen bestaan uit een verticale kolom met vloeistof die van de bovenkant naar de bodem stroomt. De damp gaat onderaan de kolom binnen en verlaat de kolom langs de bovenzijde. Binnen de kolom bevinden zich de schotels. Die dwingen de vloeistof om afwisselend horizontaal te stromen terwijl de damp omhoog borrelt door gaten in de schotels. Het doel van de schotels bestaat, om het contactoppervlak tussen de vloeistof en damp te verhogen.
Kolommen met pakking zijn gelijkaardig aan de destillatiekolommen in die zin dat de vloeistofstroom en de dampstroom op dezelfde manier in- en uittreden. In een kolom met pakking zijn er geen schotels, maar een pakking om het contactoppervlak tussen de vloeistof en de damp te verhogen. Er zijn veel verschillende soorten pakking en elk daarvan heeft voordelen en nadelen.

## Toepassingen
Strippen wordt algemeen in industriële toepassingen gebruikt om schadelijke, verontreinigende stoffen uit afvalstromen te verwijderen. Één voorbeeld zou de verwijdering van de verontreinigende stoffen tributyltinhydride (TBT) en PAH in havengrond zijn. De grond wordt uitgebaggerd, met water vermengd om een dunne modder te maken en dan met stoom gestript. De schoongemaakte grond en het vervuilde stoommengsel zijn dan gescheiden. Dit proces kan bodemgrond bijna helemaal ontsmetten.
Stoom wordt ook vaak gebruikt voor waterbehandeling. Vluchtige organische koolwaterstoffen zijn gedeeltelijk oplosbaar in water. Wegens milieuoverwegingen moeten die uit grondwater, oppervlaktewater en afvalwater worden verwijderd. Die verontreinigingen kunnen afkomstig zijn van industriële activiteit, landbouw, of commerciële activiteit.

## Bron
- Scheidingsprocessen, J.A. Wesselingh, H.H. Kleizen, Delftse Uitgevers Maatschappij, 1990, ISBN 9065620990 cip
- Formulier kennisbehoefte scheidingstechnologie, TNO Milieu, Energie en Procesinnovatie, 1999,